# 見附警察署
見附警察署（みつけけいさつしょ）は、新潟県警察が管轄する警察署の一つである。

## 管轄区域
- 見附市
- 長岡市（旧南蒲原郡中之島町区域）

## 所在地
- 新潟県見附市昭和町2丁目2-1

## 沿革
- 1880年（明治13年）：三条警察署見附分署として発足
- 1951年（昭和26年）：見附地区警察署となる
- 1954年（昭和29年）：見附警察署となる
- 1978年（昭和53年）：現庁舎完成
- 2023年（令和5年）：新町交番に新潟駐在所を統合し、新町交番を新築移転[1]。

## 組織
- 警務課
- 会計課
- 生活安全課
- 地域課
- 刑事課
- 交通課
- 警備課

## 交番

### 見附市
- 今町交番（見附市今町1丁目20-14）
- 新町交番（見附市新町1丁目8-26）

### 長岡市
- 中之島交番（長岡市中之島565-106）

## 駐在所

### 見附市
- 名木野駐在所（見附市双葉町12-28）
- 太田駐在所（見附市神保町234-2）